# آس ایلا
آس ایلا  یک شهرک در جیبوتی است که در منطقه دخیل واقع شده‌است.

## خصوصیات
آس ایلا  ۶۸۴ نفر جمعیت دارد و ۲۵۳ متر بالاتر از سطح دریا واقع شده‌است.